# Les Tres Bessones
Les Tres Bessones és el títol d'una sèrie de contes i dibuixos animats creats per Roser Capdevila i Valls sobre tres nenes trapelles anomenades Anna, Teresa i Helena.
Les tres bessones s'assemblen molt en tot i pràcticament només es diferencien en el color de la roba (verd, rosa o blau) o en petits detalls com que l'Helena sempre té molta gana, l'Anna és més romàntica i dolça i la Teresa és la més decidida.
La línia argumental és sempre la mateixa i es pot dividir en parts definides:
- Les tres bessones fan alguna entremaliadura
- La Bruixa Avorrida les castiga perquè aprenguin la lliçó enviant-les a un conte o fet històric.
- Les tres bessones superen les dificultats del conte i guanyen la Bruixa Avorrida que, fastiguejada, les torna al seu món.
- Una persona que no havia estat traslladada al conte fa algun comentari que hi fa pensar i que provoca que les tres bessones esclatin a riure.

Tant en el còmic com en la sèrie hi ha tres ratolins que apareixen de fons i van a la seva, tant en el món real com en el dels contes, i que de fet no interaccionen amb les tres bessones.
Es pot destacar que tot i l'èxit internacional a la sèrie sempre apareixen referències a allò català com porrons o gent vestida al mode tradicional català amb faixa i barretina o ensenyant monuments de Catalunya. També hi ha històries estrictament catalanes com en Patufet o el Timbaler del Bruc que gràcies a aquesta sèrie han pogut ser universalitzades.

## Història
El contes van ser creats el 1983 inspirats en les tres filles de la creadora de qui va prendre fins i tot els noms. Estaven fets d'il·lustracions amb aquarel·les amb els texts a part. El 1985 apareixeria el personatge de la Bruixa Avorrida que esdevindria inseparable de les bessones. La sèrie televisiva va néixer el 1994 de mans de la productora Cromosoma coproduïda amb Televisió de Catalunya amb un nombre limitat de capítols que a causa del gran èxit televisiu es va anar allargant fins als 104, essent doncs una de les sèries d'animació europees més llarga de la història i ajuntant a 200 professionals del camp per a la seva realització. Varen fer també un llargmetratge anomenat Les Tres Bessones i Gaudí. L'obra ha estat traduïda a 35 llengües i s'ha pogut veure a 158 països. Ha esdevingut un èxit a escala internacional, captant màximes audiències a països com Itàlia i convertint-se en la producció audiovisual catalana més lucrativa de la història.
Al 2018, TV3 va cedir els drets de 34 episodis en anglès de "Les tres bessones" a la Fundació Dolls4girls, que treballa per enviar joguines i material d'entreteniment als nens i nenes refugiats als camps i orfenats de Grècia i del sud de Síria.

### Spin offs
L'èxit de la sèrie ha fet que n'apareguessin sèries derivades.
La primera va ser "La Bruixa Avorrida", curts de poca durada que varen arribar als 52 capítols. També van fer "Once Upon the Triplets" en què es pretenia ensenyar anglès ensenyant i comentant els capítols en aquesta llengua. També es va fer 3BB, una sèrie en què es presenta les tres bessones quan eren petites i que està adreçada a nens de molt poca edat.
A començaments del 2025 s'anucià la preparació d'una nova sèrie, prevista per al 2027.

## Llista de capítols

### Temporada 1 (1995-1999)
| 1. En Polzet (1995) 2. La Blancaneu (1995) 3. La Ventafocs (1995) 4. L'Alí Babà i els quaranta lladres (1995) 5. En Joan sense por (1995) 6. El soldadet de plom (1995) 7. La princesa i el pèsol (1995) 8. El flautista d'Hamelín (1995) 9. En Barbablava (1995) 10. Hansel i Gretel (1995) 11. Els tres porquets (1995) 12. El vestit nou de l'emperador (1995) 13. La Caputxeta Vermella (1995) 14. L'Aneguet Lleig (1996) 15. L'Aladí i la llàntia meravellosa (1996) 16. Els set samurais (1996) 17. Els Músics de Bremen (1996) 18. La Llegenda del Drac Vermell (1996) 19. La Bella Dorment (1996) 20. El Gat amb botes (1996) 21. El Quixot (1996) 22. En Pinotxo (1996) 23. Sant Jordi i el Drac (1996) 24. El Lladre de Bagdad (1996) 25. Els fesolets màgics (1996) 26. Els cavallers de la taula rodona (1996) 27. El mag d'Oz (1997) 28. L'illa del tresor (1997) 29. Sandocan (1997) 30. Oliver Twist (1997) 31. Helena de Troia (1997) 32. Robinson Crusoe (1997) 33. Robin Hood (1997) 34. L'Atlàntida (1997) 35. El llibre de la Selva (1997) 36. El viatge al centre de la Terra (1997) 37. El mag Merlí (1997) 38. Buffalo Bill (1997) 39. Els viatges d'Ulisses (1997) 40. Romeu i Julieta (1998) 41. En King Kong (1998) 42. En Tarzan (1998) 43. Leonardo Da Vinci (1998) 44. Els tres mosqueters (1998) 45. Cleopatra (1998) 46. Cristòfor Colom (1998) 47. L'home de Cromanyó (1998) 48. Les set cabretes (1998) 49. Les mines del rei Salomó (1998) 50. L'home de Mayapan (1998) 51. Marco Polo (1998) 52. Dr. Frankenstein (1998) 53. 20.000 llegües de viatge submarí (1999) 54. Kim de l'Índia (1999) 55. Amadeus (1999) 56. Pare Noel (1999) 57. Al circ (1999) 58. A l'espai (1999) 59. L'Ullal Blanc (1999) 60. Tom Sawyer (1999) 61. La balalaica de cristall (1999) 62. El fantasma de l'òpera (1999) 63. La volta al món en 80 dies (1999) 64. Moby Dick (1999) 65. A l'Àfrica (1999) |

### Temporada 2 (2003-2004)
| 1. La flauta màgica 2. La rateta que escombrava l'escaleta 3. En Patufet 4. El timbaler del Bruc 5. El taller de Gaudí (especial episodi doble) 6. Els fantasmes de la Pedrera 7. Sherlock Holmes 8. La Cigala i la Formiga 9. La lletera 10. Cyrano de Bergerac 11. El món del cinema 12. L'indi Gerónimo 13. A l'Everest 14. Vincent Van Gogh 15. Gutenberg 16. La gaita meravellosa 17. La cova d'en Xoroi 18. Watt i la màquina de vapor 19. Thor el víking 20. Velázquez 21. El sastre valent 22. La Bella i la Bèstia 23. Guillem Tell 24. Els capitans intrèpids 25. La gasela Zeila 26. La Sireneta 27. La flor romanial 28. El Dr. Jekyll i Mr.Hyde 29. El príncep feliç 30. Tristany i Isolda 31. El Príncep i el Captaire 32. La reina de la neu 33. Agatha Christie 34. Tutankamon 35. La màquina del temps 36. Les pirates 37. El Follet Holet 38. L'home invisible 39. La festa d'aniversari |

### El taller de Gaudí
Als principis del segle xxi, s'estrenà aquest episodi doble, emetent-lo com un de sol. A més, al final de l'especial varen fer uns "resums" del que havia fet cada personatge, dient-ho ell mateix. Després, sortí el trio de bessones i la bruixa Avorrida els apagà el llum.

## Doblatge
| Caràcter        | Veus catalanes    | Veus catalanes         |
| Caràcter        | Primera temporada | Segona temporada       |
| --------------- | ----------------- | ---------------------- |
| Anna            | Teresa Soler      | Teresa Soler           |
| Teresa          | Mònica Padròs     | Mònica Padròs          |
| Helena          | Marta Barbarà     | Marta Barbarà          |
| Bruixa Avorrida | Elsa Fàbregas     | Elsa Fàbregas          |
| Mussol          | Manuel Lázaro     | Jordi Vila i Fernández |

## Publicacions
Cada apartat és una col·lecció diferent. Tots estan editats en català menys el "Don Quijote" de la col·lecció de la petita biblioteca.

### La gran biblioteca de les tres bessones
1. El Quixot ISBN 84-95731-09-6
2. Gutenberg ISBN 84-95731-15-0
3. Velázquez ISBN 84-95731-16-9
4. Viatge al centre de la Terra ISBN 84-95731-17-7
5. W. Amadeus Mozart ISBN 84-95731-31-2
6. Vincent van Gogh ISBN 84-95731-32-0
7. Tutankamon ISBN 84-95731-33-9
8. El món del cinema ISBN 84-95731-55-X
9. Cyrano de Bergerac ISBN 84-95731-72-X
10. Moby Dick ISBN 84-95731-73-8
11. El Dr. Jekyll i Mr. Hyde ISBN 84-95731-74-6
12. El llibre de la selva ISBN 84-95731-75-4
13. El taller de Gaudí ISBN 84-95727-12-9
14. Tristany i Isolda ISBN 84-95727-14-5
15. Watt i la màquina de vapor ISBN 84-95727-16-1
16. El mag Merlí ISBN 84-95727-18-8
17. La flauta màgica
18. Thor el Víking
19. L'home invisible
20. Agatha Christie

- Especial W. Amadeus Mozart ISBN 84-95727-02-1 (inclou 2 DVD)

### Els contes contats
Amb el subtítol Anglès fàcil amb les Tres Bessones.
1. En Polzet / Tom Thumb ISBN 84-95731-80-0
2. La Sireneta / The Little Mermaid ISBN 84-95731-82-7
3. El soldadet de plom / Tin Soldier ISBN 84-95731-84-3
4. La Rateta presumida / The Little Mouse ISBN 84-95731-86-X
5. Les set cabretes / The Wolf and the Seven Kids ISBN 84-95731-88-6
6. L'Alí Babà i els quaranta lladres / Ali Baba ISBN 84-95727-21-8
7. El sastre valent / The Brave Little Tailor ISBN 84-95727-23-4
8. La lletera / The Milkmaid ISBN 84-95727-25-0
9. En Joan sense por / Fearless John ISBN 84-95727-27-7
10. La Blancaneu i els set nans / Snow White ISBN 84-95727-29-3

### La petita biblioteca de les Tres Bessones
1. Don Quijote ISBN 84-95731-14-2
2. W. Amadeus Mozart ISBN 84-95727-01-3 ISBN 84-95727-00-5

### Quan era petit
1. Les Tres Bessones i Hans Christian Andersen ISBN 84-95731-62-2
2. Les Tres Bessones i W. Amadeus Mozart ISBN 84-95727-06-4

### Les Tres Bessones Bebès
1. Al llit! ISBN 84-95732-29-7
2. A menjar! ISBN 84-95732-28-9
3. A l'aigua! ISBN 84-95732-27-0
4. Ens disfressem! ISBN 84-95732-72-6
5. A jugar! ISBN 84-95732-74-2
6. Amb els 5 sentits ISBN 84-95732-73-4

### Les Tres Bessones Bebès · Les vocals
1. El llibre de la A ISBN 84-95731-26-6
2. El llibre de la E ISBN 84-95731-27-4
3. El llibre de la I ISBN 84-95731-28-2
4. El llibre de la O ISBN 84-95731-29-0
5. El llibre de la U ISBN 84-95731-30-4

### Les Memòries de la Bruixa Avorrida
- Les memòries de la Bruixa Avorrida ISBN 978-8416139200
- La Bruixa Avorrida i la mona ISBN 978-8416139200
- El casament de la Bruixa Avorrida
- La Festa Major de la Bruixa Avorrida
- Les vacances de la Bruixa Avorrida
- La Bruixa Avorrida se'n va a la Gran Bretanya
- La Bruixa Avorrida se'n va a Venècia
- La Bruixa Avorrida se'n va a París
- La Bruixa Avorrida se'n va a Nova York
- El Nadal de la Bruixa Avorrida

### Les obres completes de la Bruixa Avorrida
Són les 10 històries en què va aparèixer per primera vegada el personatge i que van ser el fonament de la sèrie. Més endavant es va recollir en un llibre.

### Les Noves Aventures de la Bruixa Avorrida
Amb 4 històries cada llibre:
- Quan era petita
- Els convidats divertits
- Els èxits de la Bruixa Avorrida
- Els viatges de la Bruixa
- Una gran estrella
- Trobades extraordinàries
- Els grans negocis
- Els descobriments divertits
- Els maldecaps de la Bruixa
- Pànic al castell
- Una bona amiga
- Els oficis divertits
- Els amors de la Bruixa Avorrida

## Guardons
- 1997 - III Premi Möbius Barcelona Multimèdia al millor Off-Line Educatiu "Les Tres Bessones".
- 1999 - Menció especial als premis Ciutat de Barcelona en la modalitat d'Audiovisuals a la sèrie televisiva Les Tres Bessones per la seva qualitat i ressò internacional.
- 2000 - Premi del Ministeri d'Educació de Xile al Millor programa educatiu.
- 2002 - Premi Zapping a la millor sèrie d'animació infantil "Les Tres Bessones".[2]
- 2002 - Premi INTE a l'Animació Llatina de l'any a "Les Tres Bessones".
- 2003 - II Guardó Rosa Sensat per l'espai Televisiu "Comença l'Aventura" amb Les Tres Bessones.
- 2006 - Premi Civisme als Mitjans de Comunicació 2006 del Departament de Benestar i Família de la Generalitat de Catalunya per l'espai virtual "Comença l'aventura del civisme" del web de Les Tres Bessones.